# AHS Krab
Az AHS Krab (magyarul: rák) egy lengyel lánctalpas önjáró löveg, amelyet Huta Stalowa Wola (HSW) gyárt. A típus a dél-koreai K9 Thunder önjárólöveg alvázának, a brit AS–90M Braveheart 155 milliméteres L/52-es kaliberhosszúságú lövegtornyának valamint a lengyel WB Electronics „Topaz” tűzvezető rendszer kombinációjaként született meg. A sorozatgyártás 2016-ban kezdődött és a lengyel hadsereg számára 120 példány legyártását tervezik 2024-ig bezárólag. 

2022 májusában a lengyel hadsereg készleteiből 18 példány átadásra került az ukrán haderő részre hadisegélyként. További 54 példányra pedig megrendelést adott le az ukrán kormány.

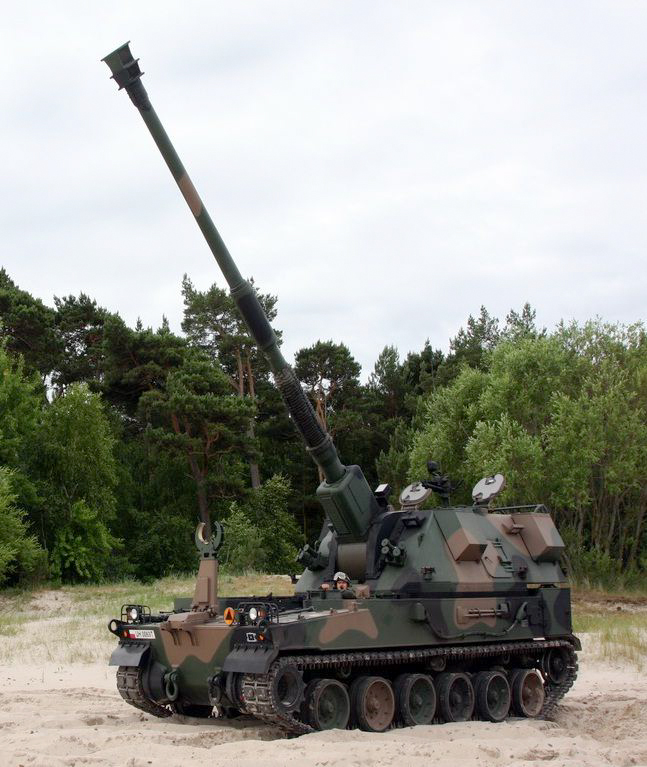
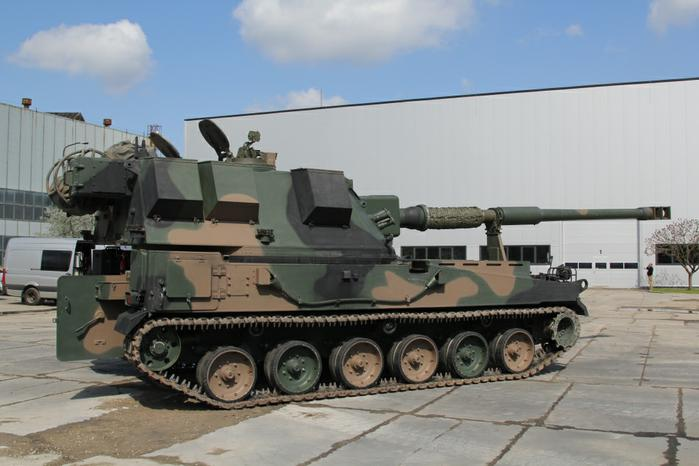
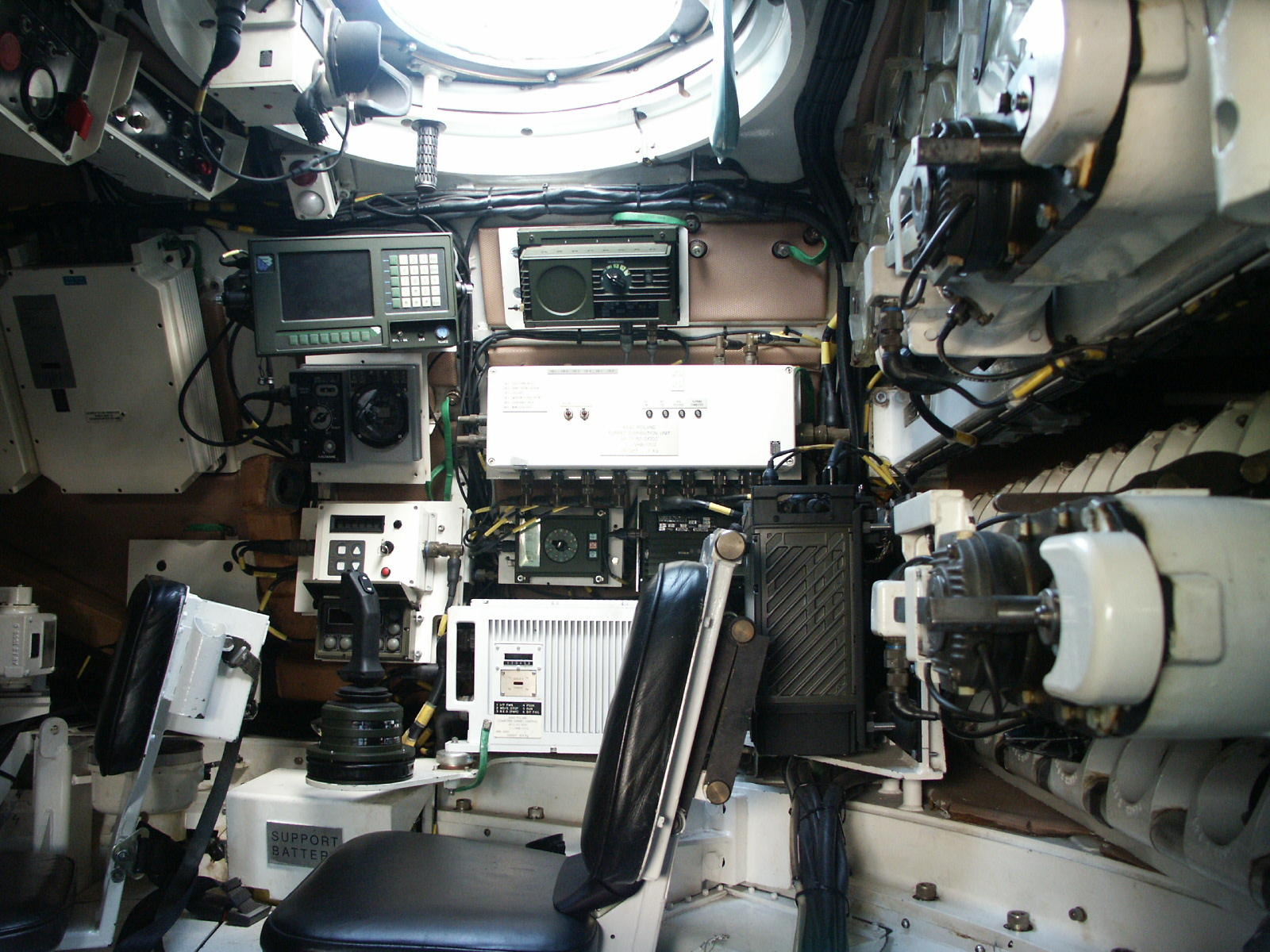
A lövegparancsnok munkahelye
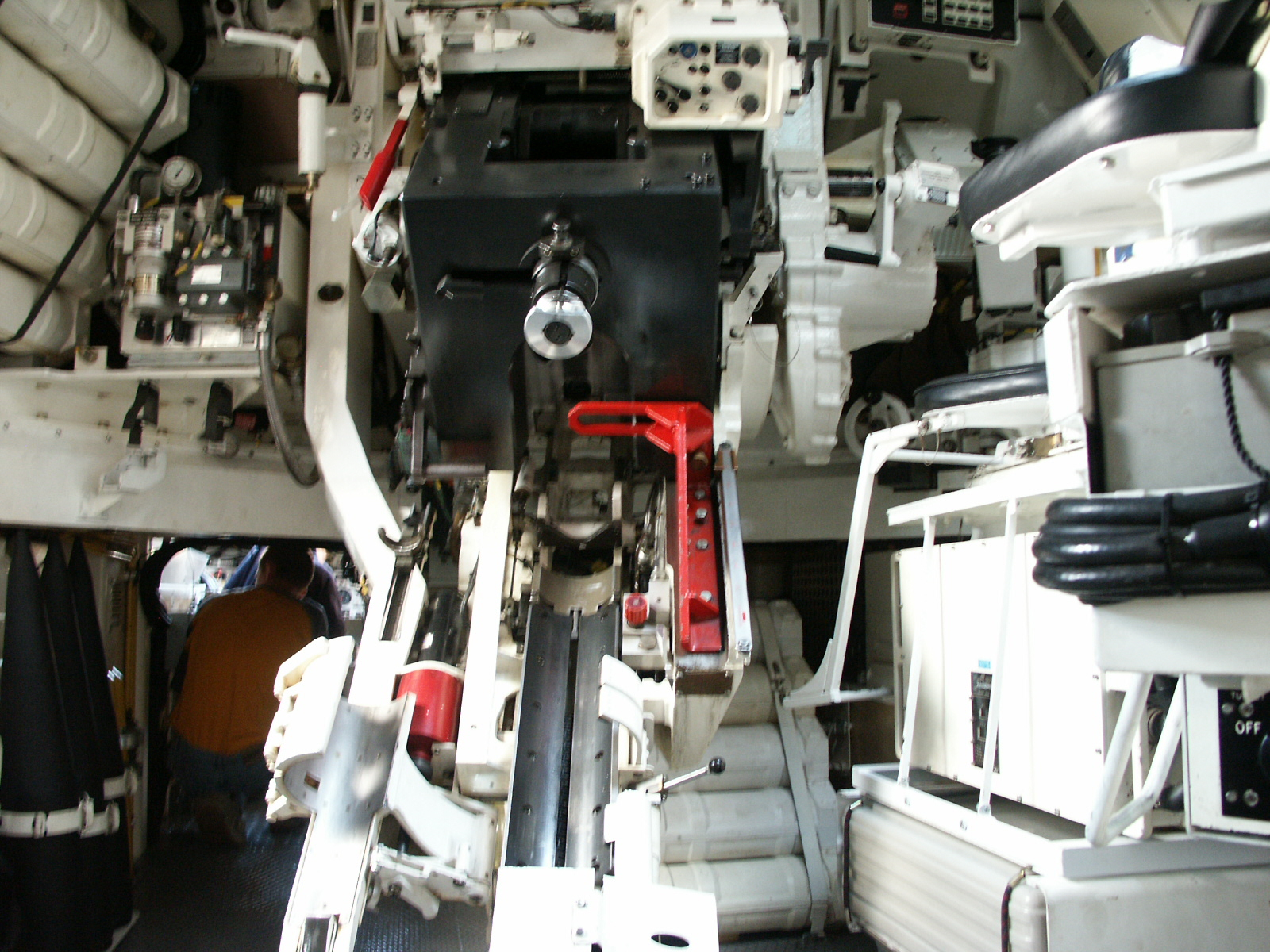
A lövegzár
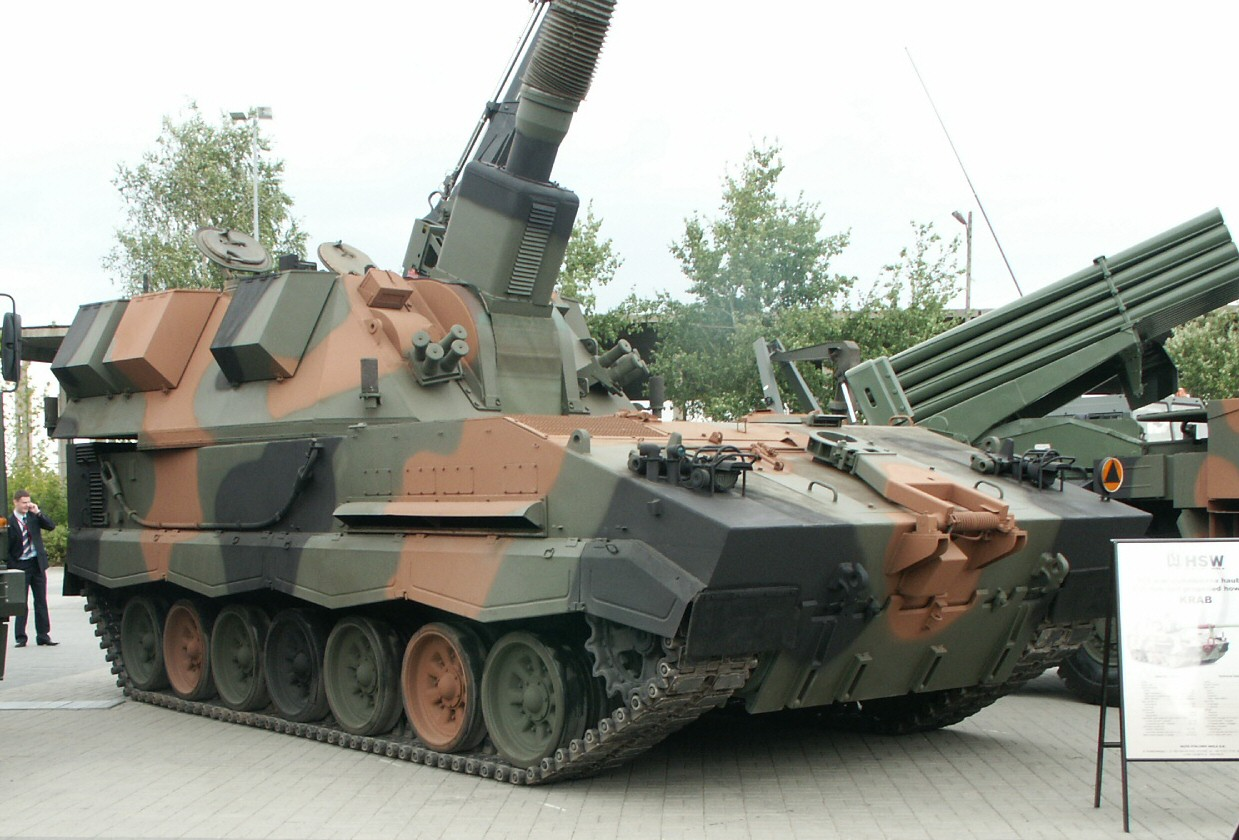
A korai verzió PT–91 alvázra épült